# Helen Cristina Santos Luz
Helen Luz, née le 23 novembre 1972, est une joueuse brésilienne de basket-ball, évoluant au poste d'arrière, meneuse. Elle est la sœur de Silvia Andrea Santos Luz.

## Club
- 2001, 2002, 2003 :  Washington Mystics

### Autres
- 1990, 1991 :  Piraçicaba
- 1992, 1993,1994 :  Campinas
- 1996, 1997 :  Americana
- 1998, 1999 :  Santo André
- 2000, 2001 :  Parana
- 2002 :  Americana
- 2003 :  Saragosse
- 2004 :  Novossibirsk
- 2004-06 :  UB-FC Barcelone
- 2006-2007 :  Rivas Futura Madrid
- 2007-2008 :  Cadi La Seu
- 2008-2010 :  Hondarribia-Irun

## Palmarès

### Club
- Championnat du Brésil 1991, 1993, 1994, 1996,
- championnat Pauliste en 1990, 1992, 1993, 2000
- Coupe du monde des clubs 1994, 1997

### Sélection nationale
- Jeux olympiques d'été
  -  3e aux Jeux olympiques de 2000 à Sydney
  - 4e aux Jeux olympiques de 2004 à Athènes
  - 7e aux Jeux olympiques de 1992 à Barcelone
- Championnat du monde de basket-ball féminin
  - 4e au Championnat du monde 2006 au Brésil
  - 7e au Championnat du monde 2002 en Chine
  - 4e au Championnat du monde 1998
- autres
  - Championne d'Amérique du Sud 1991, 1993, 1997 et 1999

- Vainqueur du Tournoi des Amériques 1997

### Distinction personnelle
- Meilleure joueuse de la Copa America 2001